# Blåfötterna anfaller
Blåfötterna anfaller (Alerte aux Pieds-Bleus) är ett Lucky Luke-album från 1958. Det är det 10:e albumet i ordningen, och har nummer 47 i den svenska utgivningen. Det var seriens skapare Morris' sista insats som manusförfattare, innan René Goscinny tog över manusskrivandet på fulltid. Det är också Morris' enda fullalbumsserie.

## Handling
Luke avslöjar småskurken Pedro Cucarachas falskspel. Fast besluten att hämnas på både Luke och staden Rattlesnake Valley, övertalar Cucaracha de närboende Blåfotsindianerna att förklara krig mot Rattlesnake. Tillsammans med sheriff Jerry Grindstone tvingas Luke ge sitt allt för att försvara staden och samtidigt hitta vägar att avstyra det annalkande indiankriget.

## Svensk utgivning
- Morris; Morris, (översättare: Jerk Sander) (1983). Blåfötterna anfaller. Lucky Lukes äventyr: 47. Stockholm: Bonniers Juniorförlag. Libris 7285422. ISBN 91-48-50750-4
- I Lucky Luke – Den kompletta samlingen ingår albumet i "Lucky Luke - 1955-1957". Libris 9357796. ISBN 91-7269-407-6